# 北地域自治区
北地域自治区（きたちいきじちく）は、宮崎県宮崎市の地域自治区の一つ。旧宮崎市域の北西部に位置する。

## 地理
南端は、大きく湾曲する大淀川の北岸に面する。

### 町域
- 大字糸原
- 大字瓜生野
- 大字大瀬町
- 大字金崎
- 大字上北方
- 大字堤内
- 大字吉野

## 歴史
- 1889年5月1日 - 町村制施行により宮崎郡瓜生野村、東諸県郡倉岡村が発足。
- 1951年3月25日 - 宮崎市に編入。
- 2006年1月1日 - 旧瓜生野村・倉岡村が北地域自治区となる。

## 地域

### 教育
- 宮崎市立瓜生野小学校
- 宮崎市立倉岡小学校
- 宮崎市立宮崎北中学校

### 文化施設
- 西部地区農村環境改善センター

## 交通

### 道路
- 東九州自動車道（通過のみ）
- 宮崎県道17号南俣宮崎線
- 宮崎県道26号宮崎須木線
- 宮崎県道363号綾宮崎自転車道線
- 相生橋
- 有田橋

## 名所・旧跡・観光スポット・祭事・催事
- 垂水公園
- 瓜生野八幡神社のクスノキ群